# Kaple Panny Marie (Polom)
Kaple Panny Marie je římskokatolická kaple ve vesnici Polom, části obce Sedloňov. Patří do farnosti Bystré v Orlických horách. Vlastníkem kaple je obec Sedloňov. Kaple je situována u silnice II/310 Sedloňov – Olešnice v Orlických horách, po její pravé straně v blízkosti křižovatky na Sněžné, mírně vyvýšená nad terénem na pozemku parc.č. 5370 v katastrálním území Polom v Orlických horách.

## Architektura
Jednoduchá přizemní stavba obdélníkového tvaru vystavěná kolem roku 1910. Vrchní část je zděná, vnější část z lícového spárovaného cihelného zdiva s vystupujícími zdobnými prvky, vnitřek je omítaný. Strop je klenbový, střecha nad vstupním průčelím sedlová s oboustrannými bočními rizality, další část střechy je valbová. Podlaha je z betonových dlaždic s glazovaným povrchem.

## Bohoslužby
Pravidelné bohoslužby se v kaplí nekonají.